# Vandellia setulosa
Vandellia setulosa är en tvåhjärtbladig växtart som först beskrevs av Carl Maximowicz, och fick sitt nu gällande namn av Takasi Takashi Yamazaki. Vandellia setulosa ingår i släktet Vandellia och familjen Linderniaceae. Inga underarter finns listade i Catalogue of Life.